# Platylabus lieftincki
Platylabus lieftincki là một loài tò vò trong họ Ichneumonidae.